# Angelica sylvestris
La angélica silvestre (Angelica sylvestris) es una especie de plantas de la familia de las umbelíferas, nativa de las áreas frías de Europa y algunas zonas de Asia. Se considera una planta medicinal y tiene varios usos en farmacología. Una planta emparentada y con propiedades similares es la angélica doméstica (Angelica archangelica), en cuya evolución natural ha habido una mayor intervención humana. 

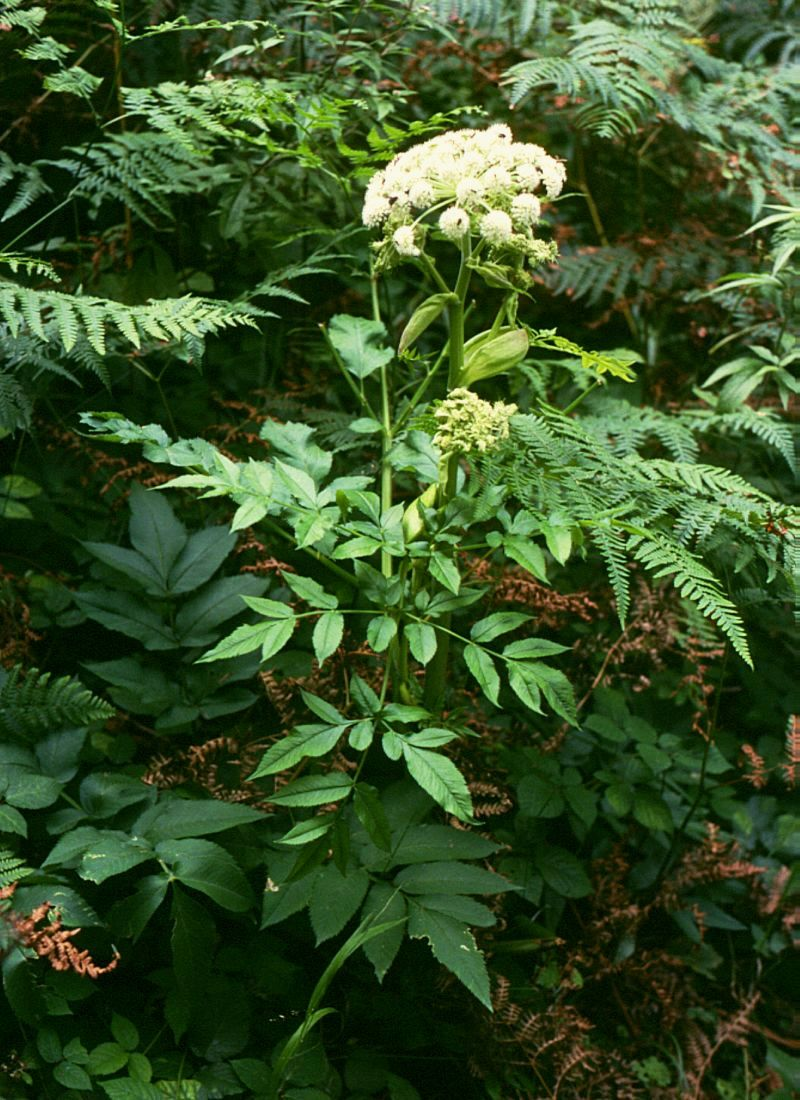
Planta

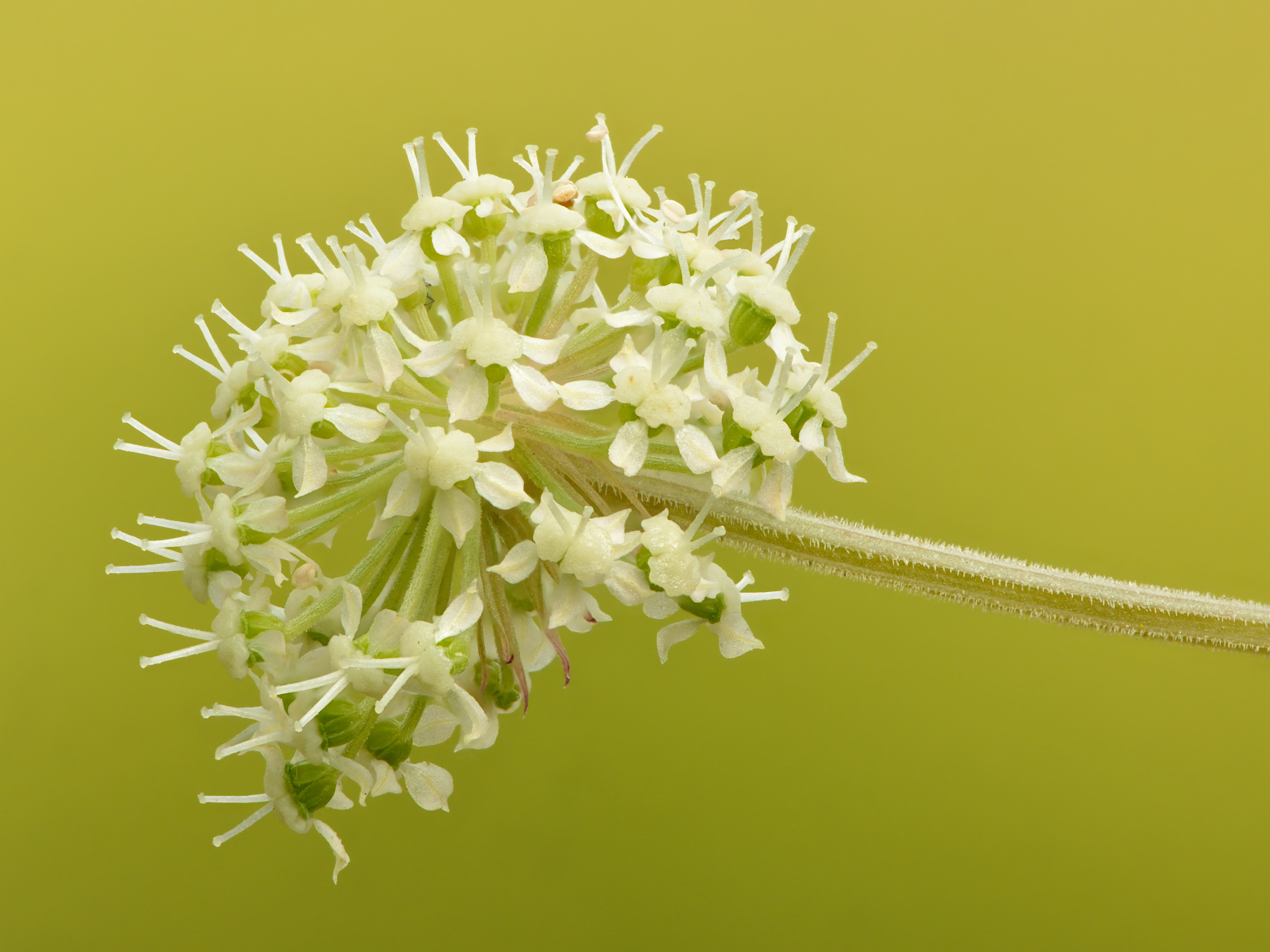
Flores

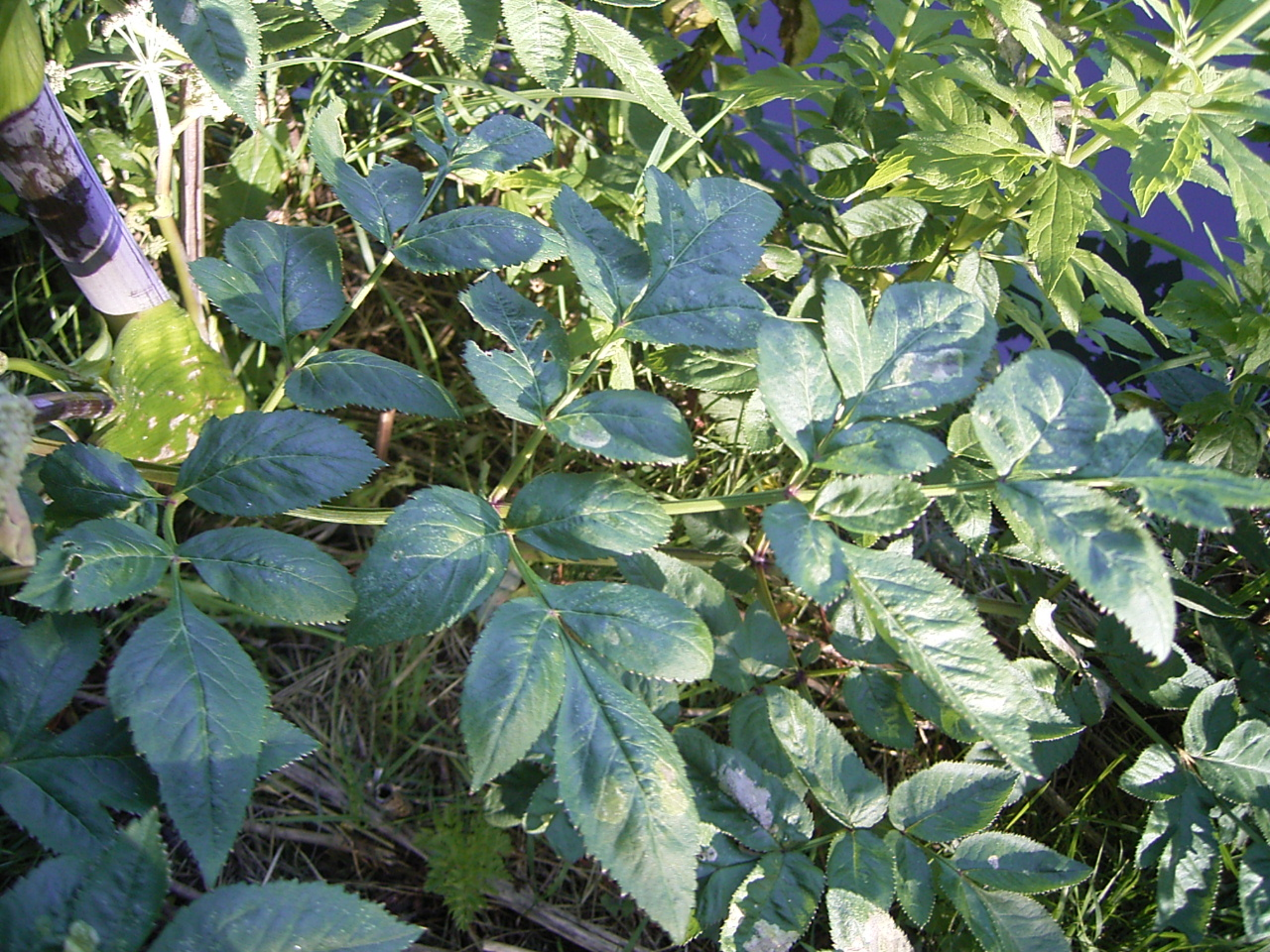
Hoja

## Descripción botánica

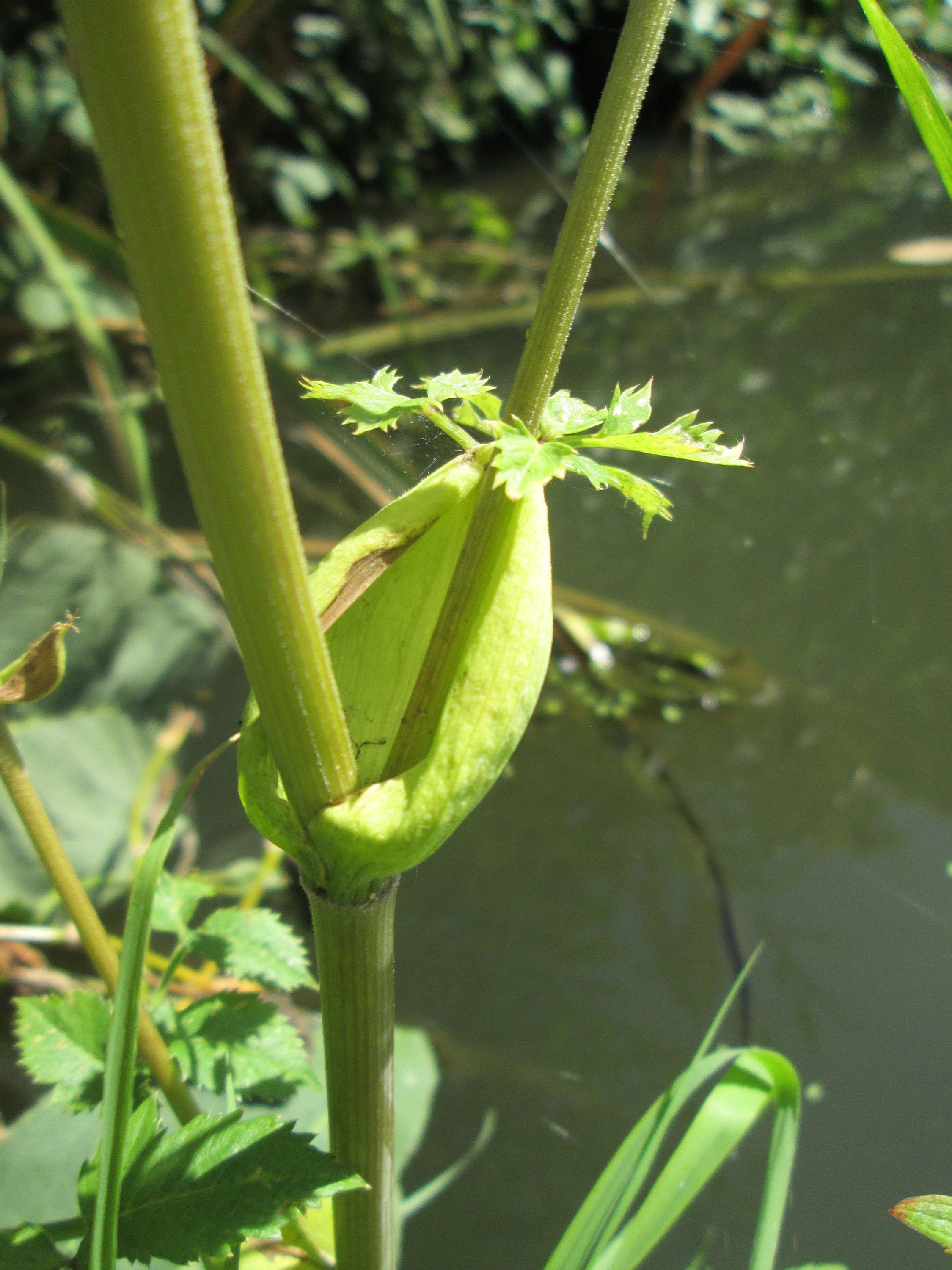
Angelica sylvestris, detalle del tallo.

Es una hierba que crece entre 1 y 2 m de altura. Su raíz, que es bienal, es muy carnosa, larga y gruesa y asciende de ella un tallo grueso, acanalado, fistuloso, ramificado y articulado, de color purpúreo. Las hojas son grandes bipinnadas, con folíolos de bordes serrados, lanceolados-ovalados y agudos y con pecíolos envolventes. Las flores son de un color amarillo verdoso y se disponen en grandes umbelas de 30 a 40 flores que, cuando maduran, se convierten en unas umbelitas más pequeñas pero mucho más compactas. Es una planta monocárpica, y florece de junio a octubre, aunque se recolecta en el otoño.

## Hábitat natural
Encuentra su hábitat natural en la península escandinava, el área de Laponia, Groenlandia, Finlandia y Rusia. Sin embargo, también se pueden encontrar poblaciones de angélica silvestre más al sur, restringidas a cadenas montañosas que tienen clima alpino, como en los Alpes, los Pirineos, los Apeninos y el Cáucaso.
Se adapta bien a diversos tipos de suelos, desde arenosos y alcalinos, hasta suelos con bajo pH. Es una planta que se adapta rápidamente Crece en sitios húmedos y frescos, preferentemente umbríos.

## Farmacología
Aviso médico
Principios: Aceite esencial, ácido angélico, resina, tanino, pectina. En la esencia se han identificado: felandreno, furfurol, alcoholes metílico y etílico. Las hojas tienen un 1%. La densidad oscila del 0,8 al 0,9, siendo soluble en tres volúmenes de alcohol a 90°.
Propiedades medicinales
La angélica silvestre es y ha sido una planta útil en la medicina tradicional de muchas culturas europeas a lo largo de la historia. Su nombre proviene del griego ἄγγελος ángelos, 'ángel', por sus virtudes. Se aprovechan la raíz y las semillas. Es utilizado como aromático y antiespástico. Tiene varios beneficios en el sistema digestivo, puesto que es carminativo (favorece la expulsión de gases) y la atonía digestiva (falta de tonicidad en los órganos). En el caso de las menstruaciones femeninas, es un buen emenagogo. A dosis elevadas, la angélica deprime el sistema nervioso central, es sedante y provoca inapetencia sexual. Puede provocar fotosensibilización y dermatitis de contacto. Se prescribe para la aerofagia, el asma nerviosa, la insuficiencia hepática, tensión abdominal y migrañas de origen nervioso con o sin vértigos.
Modo de empleo
Se recolecta en septiembre, preferentemente ejemplares de suelos secos, que tienen mayor riqueza en sus principios activos. El herbólogo italiano Aldo Poletti describe los siguientes métodos para aprovechar las propiedades de la angélica silvestre:
- Polvo, triturando los trozos de raíz. Se toman de dos a tres cucharadas mezcladas con agua o lo que uno quiera
- Infusión, de unos 40 g de raíces secas desmenuzadas en un litro de agua recién hervida. Se deja infusionar por media hora y se toma después de las comidas
- Cocción, de unos 20 g de raíces secas desmenuzadas en un litro de agua hirviendo. Se hierve por diez minutos y se macera una media hora. Tómese de dos a tres vasos diarios
- Tintura, macerando de unos 20 g de raíces secas desmenuzadas en 80 g de alcohol 70° durante diez días. Se cuela y se toman de veinte a treinta gotas diarias. Tomada poco antes de las comidas abre el apetito, y si se toma después, es digestiva.
- Vino, macerando en un litro de vino blanco unos 60 g de raíz seca machacada. Se cuela a los quince días y se toma después de las comidas.

Como planta medicinal, en el País Vasco se ha empleado para tratar afecciones de circulación sanguínea. Las semillas cocidas se han utilizado en el Pirineo aragonés como carminativo y para ayudar a la digestión, tomando una taza después de las comidas

## Otros usos
Las semillas trituradas se usan como insecticida. Los tallos quemados en las brasas, liberan un humo aromático que dicen provoca estados visionarios al respirarlo. En las zonas pirenaicas de Arán y Le Couserans, los tallos floridos de angélica se colgaban del techo para alejar de la casa los malos espíritus. La raíz se usaba como amuleto o talismán por los jugadores y los niños pequeños.

## Taxonomía
Angelica sylvestris fue descrita por  Carolus Linnaeus y publicado en Species Plantarum 1: 251. 1753.
Etimología
Ver: Angelica
sylvestris: epíteto que significa "que crece silvestre".
Sinonimia
NOTA: Los nombres que presentan enlaces son sinónimos en otras especies: 
- Angelica alpina
- Angelica apiifolia Sennen
- Angelica brachyradia Freyn
- Angelica elata Velen.
- Angelica elatior (Wahlenb.) Fritsch
- Angelica flavescens Hoffm.
- Angelica globifera Freyn
- Angelica illyrica K.Malý
- Angelica macrophylla Schur
- Angelica minor Gilib.
- Angelica montana
- Angelica nemorosa Ten.
- Angelica pancicii Vandas ex Velen.
- Angelica pratensis
- Angelica ruthenica Schott
- Angelica villosa
- Athamanta sylvestris (L.) F.H.Wigg.
- Imperatoria angelica Borkh. ex P.Gaertn., B.Mey. & Scherb.
- Imperatoria flavescens Besser
- Imperatoria sylvestris Lam.
- Peucedanum angelica Caruel in Parl.
- Selinum angelica Roth
- Selinum agriangelica Y.H.L.Krause[15]
- Selinum pubescens Moench
- Selinum sylvestre

## Nombres comunes
- Castellano: aguatocho, angélica, angélica borda, angélica palustre, angélica silvestre, aro, sabuda, sebuda, silbotes, yerbatana de puerto[16]

## Estudios
- Estudio de interés sobre la polinización de A. sylvestris[17]
- Revisión que evalúa la importancia del género Angelica en relación con sus usos medicinales tradicionales, usos medicinales alternativos en la sociedad moderna y el potencial para el desarrollo de fármacos, y resume los resultados de varios estudios científicos sobre especies de Angelica o preparaciones que contienen Angelica para sus bioactividades, incluyendo, antimicrobiano, anticancerígeno, antitumoral, analgésico, antiinflamatorio, hepatoprotector, nefroprotector, etc.[18]

## Detalles

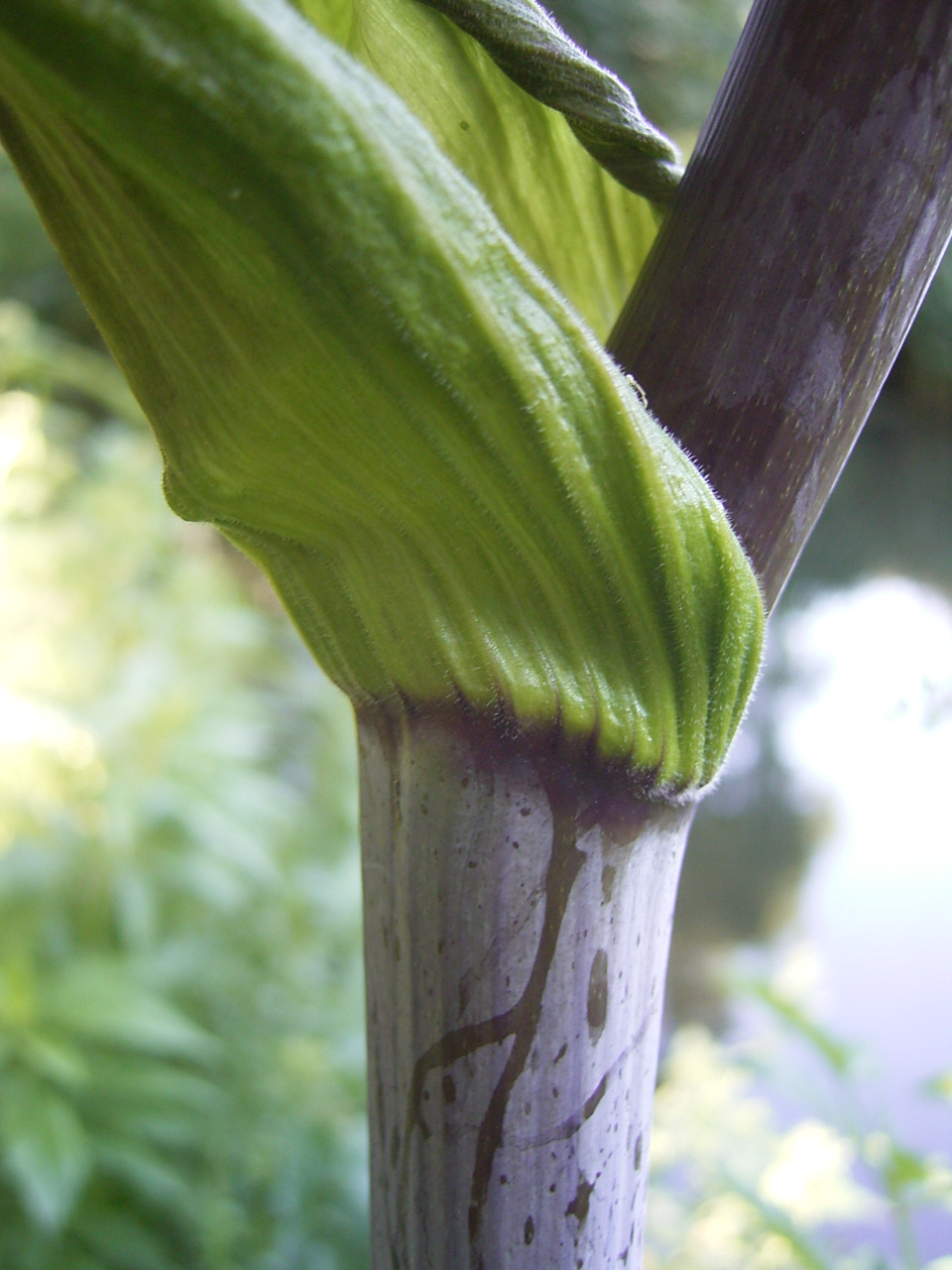
Tallo
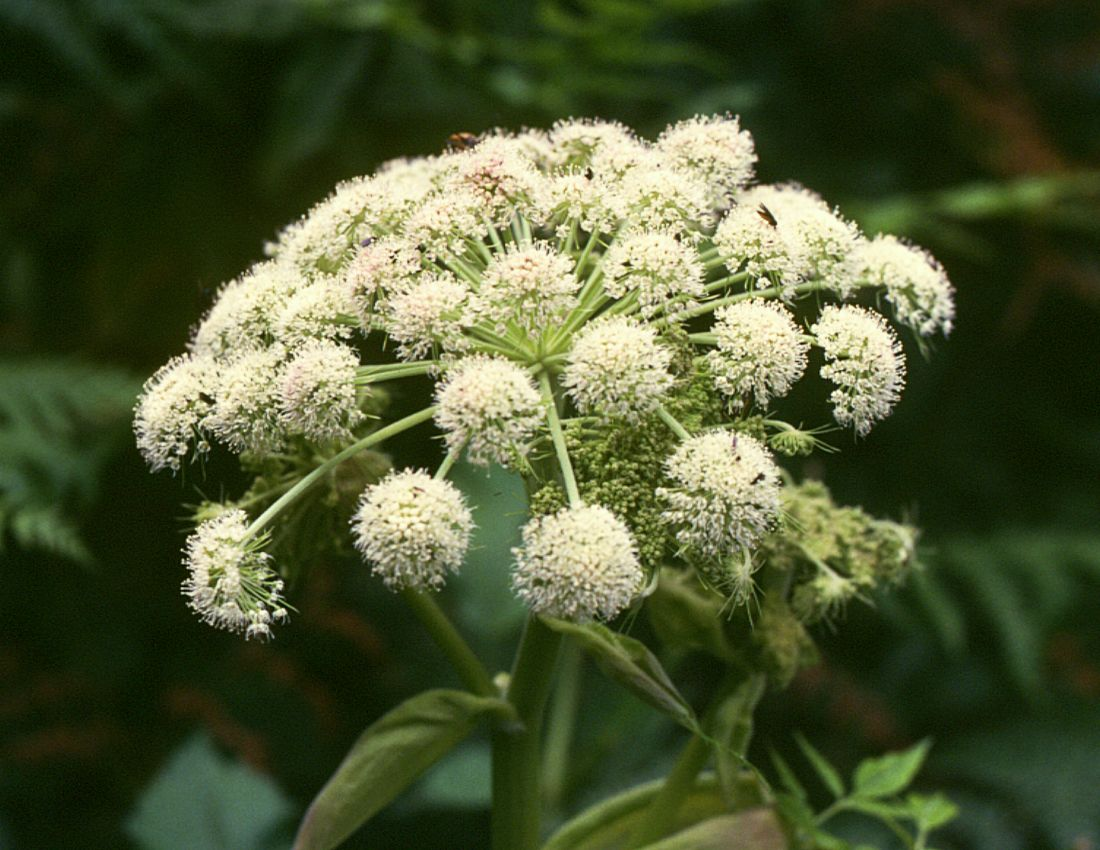
Umbela, inflorescencia
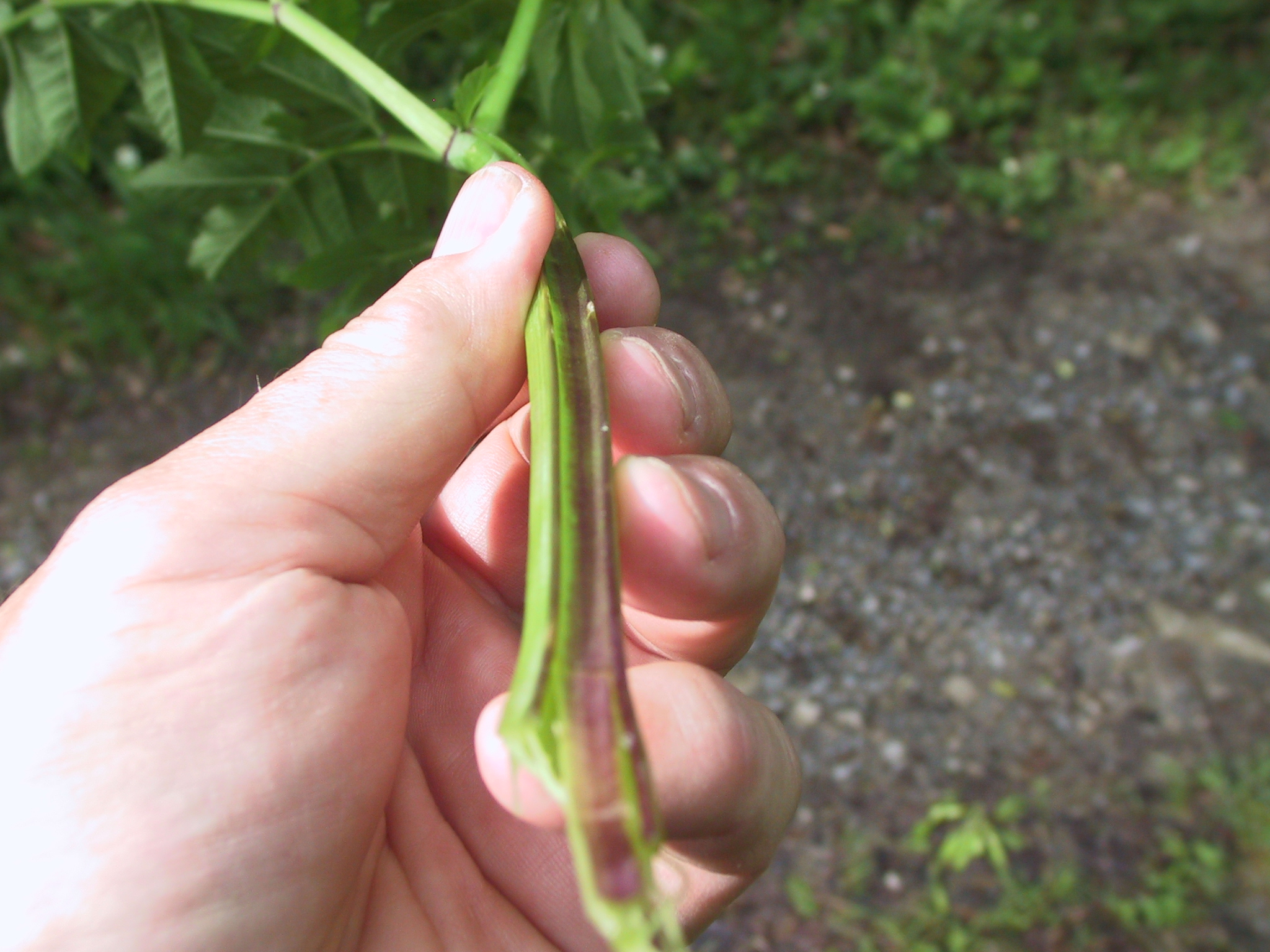
Sección de hoja
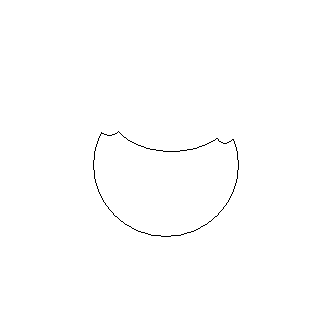
sección del tallo de la hoja